# 주스웨덴 조선민주주의인민공화국 대사관

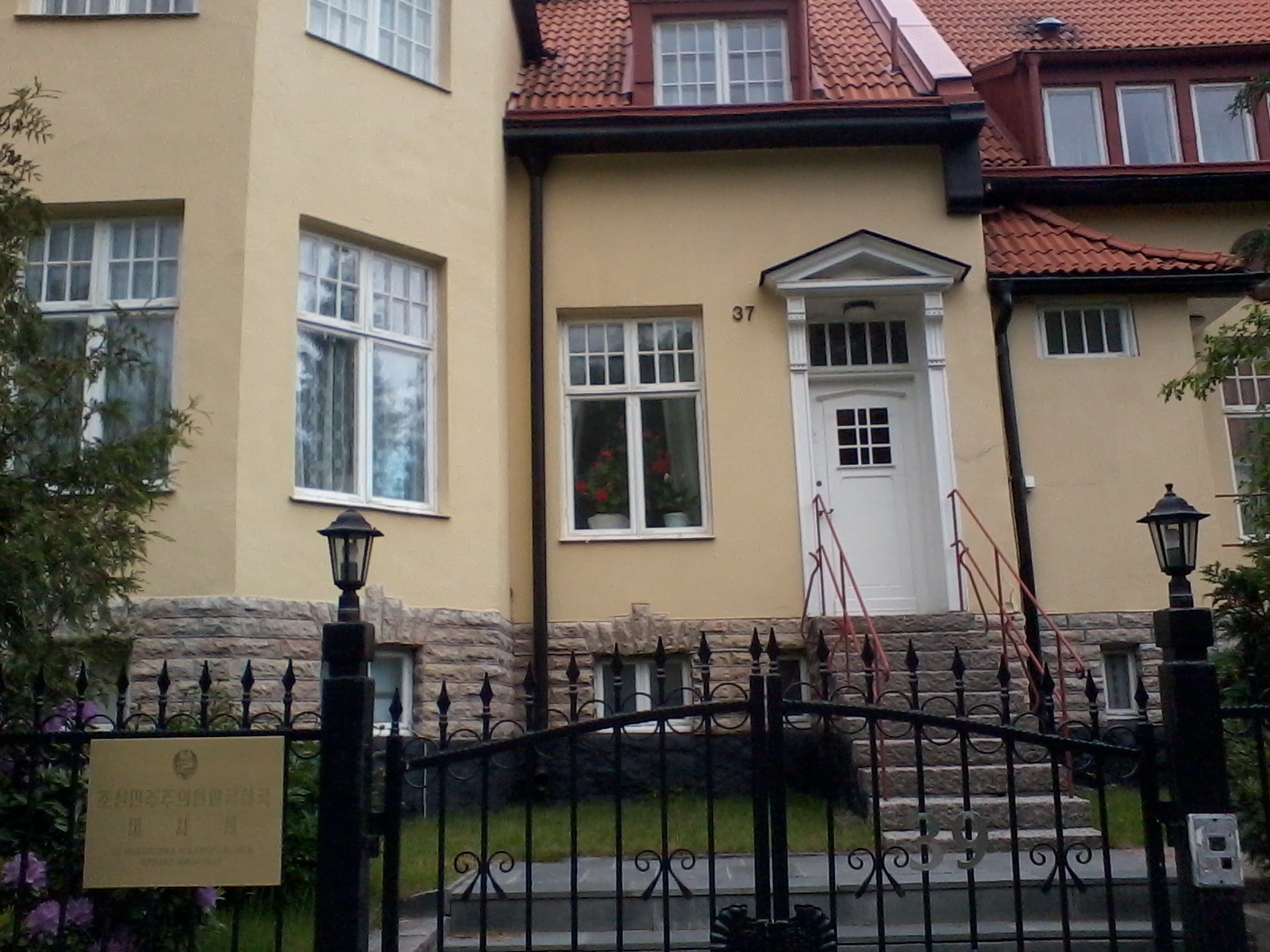
대사관 입구

주스웨덴 조선민주주의인민공화국 대사관(문화어: 스웨리예 주재 조선 대사관, 스웨덴어: Demokratiska folkrepubliken Koreas ambassad i Sverige)은 스웨덴 스톡홀름주 리딩예시에 속한 이슬링에 마을의 노라 쿵스바겐 39에 위치한 조선민주주의인민공화국 대사관이다. 이 공관은 덴마크, 노르웨이, 핀란드, 아이슬란드, 라트비아, 리투아니아를 겸임하고 있다.
조선민주주의인민공화국은 1973년에 스웨덴과 외교 관계를 수립했다. 주스웨덴 조선민주주의인민공화국 대사관은 1974년에 설립되었는데, 그 당시에는 스톡홀름 빌라가탄 17에 위치해 있었다. 그 뒤 1988년에 현재 주소로 이전했다. 대사관 차량의 외교 코드는 "BA"다.
주스웨덴 조선민주주의인민공화국 대사관은 여러 차례 밀수 스캔들에 연루된 바 있다. 1996년에는 주스웨덴 조선민주주의인민공화국 대사관 소속 외교관 3명이 에스토니아 탈린에서 담배를 밀수하다 스웨덴 경찰에 검거되어 추방당했다.

## 역대 공관장
| 이름   | 기간          | 기능 |
| ------ | ------------- | ---- |
| 마시두 | 1998년–2008년 | 대사 |
| 리희조 | 2008년–2012년 | 대사 |
| 박광철 | 2012년–2014년 | 대사 |
| 강용덕 | 2014년–2018년 | 대사 |
| 리원국 | 2018년–       | 대사 |

## 같이 보기
- 스웨덴-조선민주주의인민공화국 관계
- 주조 스웨덴 대사관
- 주스웨덴 대한민국 대사관